# Murias de Pedredo
Murias de Pedredo es una localidad del municipio leonés de Santa Colomba de Somoza, en la Comunidad Autónoma de Castilla y León. 
La iglesia está dedicada a san Juan Evangelista.

## Localidades limítrofes
Confina con las siguientes localidades:
- Al norte con Pedredo.
- Al este con San Martín del Agostedo.
- Al sur con Lagunas de Somoza.
- Al oeste con Tabladillo.
- Al noroeste con Santa Colomba de Somoza.

## Demografía
Evolución de la población
| Gráfica de evolución demográfica de Murias de Pedredo entre 2000 y 2017 |
|                                                                         |
| Población de derecho (2000-2017) según el padrón municipal del INE      |

## Historia
Así se describe a Murias de Pedredo en el tomo XI del Diccionario geográfico-estadístico-histórico de España y sus posesiones de Ultramar, obra impulsada por Pascual Madoz a mediados del siglo XIX:

Lugar en la provincia de León, partido judicial y diócesis de Astorga, audiencia territorial y capitanía general de Valladolid, ayuntamiento de Turienzo. Tiene unas 38 casas, escuela de primeras letras por temporada; iglesia parroquial (San Juan Evangelista), servida por un cura de ingreso y presentación del señor de las Regueras, y buenas aguas potables. Confina N Pedredo; E San Martín del Agostedo; S Villalibre, y O Tabladillo. El terreno es de mediana y mala calidad. Producciones: trigo, centeno, habas, patatas y pastos; cría ganado vacuno, lanar y cabrío, y caza de varios animales. Población: 40 vecinos, 217 almas. Contribución: con el ayuntamiento.
Diccionario geográfico-estadístico-histórico de España y sus posesiones de Ultramar